# 列梅濟夫齊
49°43′12″N 24°52′58″E / 49.72000°N 24.88278°E
列梅濟夫齊（烏克蘭語：Ремезівці），是烏克蘭西部的村莊，隸屬利維夫州的佐洛奇夫區。該村始建於1469年，面積4.74平方公里，海拔高度361米，2021 （页面存档备份，存于）年人口955，人口密度每平方公里231.5人。